# SN 1955Q
SN 1955Q – niepotwierdzona supernowa odkryta 24 marca 1955 roku w galaktyce A105606+2409. W momencie odkrycia miała maksymalną jasność 17,50m.